# Medimmune
MedImmune, LLC, med huvudkontor i Gaithersburg, Maryland, är sedan 2007 ett dotterbolag till Astra Zeneca och verkar som koncernens globala forsknings- och utvecklingsbolag för biologiska läkemedel. Det är ett av Astra Zenecas tre strategiska forsknings- och utvecklingscentra och sysslar med sjukdomar i andningsvägarna, inflammatorisk och autoimmuna sjukdomar, kardiovaskulära och metabola sjukdomar; onkologi, neurovetenskap, samt infektioner och vacciner.